# Obraz Bogarodzicy Czuwającej nad Dzieciątkiem
Obraz Bogarodzicy Czuwającej nad Dzieciątkiem – obraz znajdujący się w kościele Narodzenia NMP w Wyszynie.
Obraz jest dziełem nieznanego artysty. Brak również danych, co do ustalenia czasu jego powstania. Można jedynie przypuszczać z pewnym prawdopodobieństwem, że powstał na przełomie XVI i XVII wieku. Historia wędrówki obrazu Matki Bożej Czuwającej do sanktuarium wyszyńskiego. Zaczyna się od cudownego zdarzenia, zapisanego w księgach zakonu oo. Bernardynów w Kole. Pisze o tym również ks. Fr. Ligeza w swoich wspomnieniach z roku 1925, oto jego zapis:
"Podług opowiadania O. Floriana Jaroszewicza, autora znanego dzieła „Matka Świętych Polska", obraz ten pochodzi z prywatnego domu jednego z obywateli pobliskiego miasteczka Koła. Gdy ten (tj. posiadacz obrazu) w roku 1658 znajdując się w agonii bardzo rozpaczał o swoim zbawieniu wtedy dysponując go na śmierć świątobliwy Reformat, O. Feliks Rydzyński wskazał mu naprzeciw wiszący obraz Matki Najświętszej, każąc mu zarazem powtarzać z głęboką wiarą słowa hymnu kościelnego: „Monstra Te esse Matrem"(Okaż, że jesteś Matką. Po kilkukrotnym powtórzeniu tego wołania pocieszył go Pan Bóg oczywistym znakiem, obraz, bowiem Matki Bożej ze ściany własną swą mocą przeniósł się przed oczy chorego i zawisł w powietrzu, czym pokrzepiony umierający szczęśliwie w Bogu dokonał żywota"
Takim cudem wsławiony obraz zdobyła rodzina Gurowskich najpierw do swojej zamkowej kaplicy, by później ofiarować go kościołowi parafialnemu. Na cudownym obrazie widzimy postać Madonny w niebieskim zawoju na głowie, spadającym z tyłu szeroką falą fałd, w pastelowo pomarańczowej sukience, czuwa ze skrzyżowanymi na piersiach rękoma nad śpiącym Synem Bożym. Dzieciątko spoczywa na stole przykryte przejrzystą tkaniną. Na pomarańczowej poduszce, zdobionej różami, leży księga, a na niej, na zgiętym prawym ramieniu spoczywa główka śpiącego Dzieciątka obok kałamarza z piórem. Tło obrazu tworzą ozdobne tkaniny brokatowe w tonacji niebiesko pomarańczowej. U dołu obrazu widnieje napis „Ego Dornio, sed meum vigilat"- „Ja śpię, lecz serce me czuwa". Od momentu cudownego ocalenia obrazu z pożaru zamku i kościoła w 1768 r. coraz bardziej utrwalała się opinia o łaskach, jakich doznają wierni za stawiennictwem Bożej Rodzicielki z wyszyńskiego kościoła. Dalszym potwierdzeniem żywego kultu maryjnego w parafii wyszyńskiej jest „Bractwo Szkaplerza Świętego" istniejące na mocy zezwolenia Konsystorza Gnieźnieńskiego, od 1784 r. Inskrypcja umieszczona na tablicy nad drzwiami wejścia do kaplicy św. Rafała Archanioła głosi, że „Odpusty zupełne na wieczne czasy przez Ojca Świętego Piusa VI kościołowi wyszyńskiemu nadane „odbywają się 8 września w święta Narodzenia Najświętszej Maryi Panny i w Święta Szkaplerza Najświętszej Maryi Panny w pierwszą niedzielę po 16 lipca.
W księdze „Bractwa Szkaplerza Świętego" istnieją zapisy dotyczące przybywania licznych pątników i pielgrzymek z okazji uroczystości odpustowych. Jeden z nich głosi, iż: "Sąsiednia parafia Russocice, doznawszy szczególnej pomocy ze strony Najświętszej Maryi Panny w czasach cholery i głodu, nawiedza, co rocznie odpust ten pobożna pielgrzymką. Duże zasługi w szerzeniu i utrwalaniu kultu maryjnego w parafii położył między innymi ks. Saturnin B. Hoppe, który objął parafię w Wyszynie w roku 1798 i pozostawił w spuściźnie opis kościoła parafialnego. W księgach kościelnych dziekan tuliszkowski ks. Sebastian Rayski pozostawił w języku łacińskim taki zapis pogrzebałem ciało wielce czcigodnego Saturnina B. Hoppe, stojącego na czele kościoła parafialnego w Wyszynie będącego z zakonu św. Franciszka, zmarłego dnia 19 czerwca 1821 roku. ”Jego cnoty i niezwykła wiedza, jak również przykład świątobliwego życia wszystkim daleko i szeroko są znane. Był przełożonym parafii przez 23 lata bez przerwy z wielką korzyścią tak duchowa jak i doczesną dla swoich parafian. Uczył pierwszych zasad języka polskiego chłopców tej parafii. Przeżył 81 lat". To za jego czasów sprawowania posługi w parafii w 1810 roku zamurowano kryptę, w której znajdowały się szczątki ludzi pochowanych w XVII w. 
Krypta ta należała prawdopodobnie do rodu Grodzieckich. Wewnątrz znaleziono kości i czaszki dwa kamieni, butelkę z płynem (winem mszalnym pozostawionym tu w momencie zamykania krypty prawdopodobnie przez proboszcza). Podczas prac ziemnych w kościele odkryto drugą kryptę, choć znacznie mniejszą wewnątrz znaleziono szczątki dziecka. Przy przesiewaniu ziemi z odkrytej wcześnie krypty znaleziono dużą ilość fragmentów ceramiki, resztki mieczy i trumien, ale również monety i prawdziwe cacko - doskonale zachowany sygnet z herbem. Kolejnym odkryciem z XVIII wieku są monety, według, których można określić również wiek krypty. Sześć monet wydobyto z dna większej krypty, zaś jedną - półtora korony Zygmunta III z 1623 r.- pod ołtarzem. Największą sensacją jest jednak doskonale zachowany sygnet z herbem, na którym widnieje przebita mieczem głowa byka (lub tura). Kamienie, które znaleziono w krypcie miały chronić przed zalaniem trumnę, bowiem okazało siecze poziom wody w stawie jest niewiele niższy od podłogi w krypcie. W trumnie, się zwłoki młodej kobiety zmarłej na początku, XVIII w. na wstydliwą również dzisiaj chorobę. W krypcie odkrytej w 2000 r. planuje się otwarcie muzeum.